# Semaeopus vincentii
Semaeopus vincentii là một loài bướm đêm trong họ Geometridae.